# Martin Kohlhaussen
Martin Kohlhaussen (* 6. November 1935 in Marburg an der Lahn) ist ein deutscher Manager. Er war von 1991 bis 2001 Vorsitzender des Vorstandes der Commerzbank AG sowie von 1997 bis 2000 Präsident des Bundesverbandes deutscher Banken.
Kohlhaussen, der Sohn eines lutherischen Pfarrers, studierte nach Abschluss der Schule mit Abitur 1955 an der Hohen Landesschule in Hanau von 1956 bis 1960 Rechtswissenschaften an den Universitäten Frankfurt am Main, Freiburg und Marburg. 1960 legte er seine juristische Staatsprüfung ab und begann im folgenden Jahr sein Gerichtsreferendariat. Im Jahr 1965 erfolgte seine zweite Staatsprüfung, worauf Kohlhaussen im inländischen Bankgeschäft in Frankfurt am Main und Hanau tätig wurde, wo er bis 1976 zum Filialleiter aufstieg. Ab 1976 begleitete er internationale Filialleitungen in Tokio und New York.
Am 1. Januar 1982 wurde Kohlhaussen in den Vorstand der Commerzbank AG berufen. In dieser Position avancierte er zu einem anerkannten Kenner des internationalen Finanzwesens. Am 29. Mai 1991 wurde er Vorsitzender des Vorstandes der Commerzbank AG in Frankfurt am Main.
Indes stellte er von März 1997 bis März 2000 den Präsidenten des Bundesverbandes deutscher Banken. Am 14. Januar 1998 wurde ihm von der Technischen Universität Chemnitz die Ehrendoktorwürde verliehen.
In der Zeit von 1999 bis 2000 wurde Kohlhaussen Präsident der Internationalen Monetary Conference (IMC). Die Position des Vorstandssprechers der Commerzbank behielt er bis zum 25. Mai 2001 inne, ehe er zum Vorsitzenden des Aufsichtsrates bestellt wurde.
Er ist Mitglied des Kuratoriums des forum thomanum Leipzig e. V.
Kohlhaussen ist verheiratet und Vater von drei Kindern. Er ist Mitglied im Marburger Wingolf.

## Schriften (Auswahl)
- mit Alfred Herrhausen, Rüdiger von Tresckow: Financial futures. In: Zeitschrift für das gesamte Kreditwesen. Band 38, Nr. 15, 1985, S. 702–704.